# Adolf Vilém Straka
Adolf Vilém Straka (27. listopadu 1825 Krabčice – 17. února 1872 Londýn) byl český politický aktivista, student teologie, účastník revolučních událostí roku 1848 a 1849 v Rakouském císařství, pozdější politický emigrant v zahraničí a univerzitní profesor. Podílel se na tzv. Pražském červnovém povstání, posléze fuguroval jako jeden z hlavních strůjců tzv. Májového spiknutí v květnu roku 1849, za což byl rakouskými úřady odsouzen k trestu smrti v nepřítomnosti (tzv. in contumaciam).

## Život

### Mládí a studia
Narodil se v Krabčicích nedaleko Roudnice nad Labem do rodiny zdejšího evangelického faráře Pavla Straky, který později přesídlil jako pastor do vsi Kovánec. Vystudoval gymnázium v saské Žitavě a stejně jako jeho starší bratr Gustav Arnošt (1824–1909) začal studovat teologii na Univerzitě v Lipsku. Identifikoval se s českým vlasteneckým a slovanským národním hnutí a s dalšími studenty z Lužice se pokusil o založení slovanského studentského spolku, který byl však vedením školy zakázán. I to Straku přiblížilo k příklonu k radikálnímu liberalismu. V Lipsku se též roku 1848 důvěrně seznámil s ruským myslitelem Michailem Bakuninem.
V Praze se pak seznámil mj. s Josefem Václavem Fričem, Václavem Hodkem, Johannem Rittigem a dalšími revolučně smýšlejícími studenty. Řadil se k radikálním liberálům ze studentského vlasteneckého spolku Slávie.

### Revoluční dění v letech 1848 a 1849
S počátkem roku 1848 sílila v řadě evropských zemích potřeba garance řady občanských svobod, mj. prostřednictvím ústavy. Situace v Rakouském císařství byla zjitřena už od tzv. Březnové revoluce, při které v ulicích Vídně zahynulo po zásahu vojska několik desítek lidí. ve dnech 2. do 12. června byl do Prahy svolán tzv. Slovanský sjezd, kam přicestoval mj. také Bakunin. Napětí v Praze zvyšovala rovněž přítomnost vojenských jednotek Alfréda Windischgrätze, které měly ve městě udržet pořádek. Straka se patrně zúčastnil též tzv. Pražského červnového povstání. Po jeho potlačení pak pokračoval ve studiích v Lipsku.

### Májové spiknutía emigrace
Ve své politické a revoluční činnosti však neustal. Zapojil se roku 1849 do příprav tzv. Májového spiknutí připravující v Praze liberální převrat, počítající s přemožením pražských vojenských posádek. Dalšími členy spiknutí byli J. V. Frič, Václav Hodek, jeho bratr Gustav Straka, Maxmilián Maux, Johann Rittig, František Girgl, Václav Pavel Kleinert a další, především mladí pražští studenti. Maux, stejně jako ostatní pro účely konspirace užíval krycí jméno. Podílel se především na šíření zpráv o povstání mimo území Čech a také za komunikaci s Bakuninem, který byl do povstání rovněž zapojen a Prahu v březnu 1849 také incognito navštívil. Povstání navíc měly podpořit ozbrojené milice z Drážďan. Straka byl také spoluzodpovědný za nákup střelného prachu a výrobu patron.
Spiknutí bylo však okolo 9. května 1849 prozrazeno a po jeho členech vyhlášeno pátrání. Straka, kterému se podařilo odjet do Lipska, byl posléze označen za jednoho z hlavních strůjců spiknutí a stíhán pro velezradu, s hrozbou trestu smrti. Zadržena byla velká část spiklenců, včetně Hodka či Gustava Straky.

### V Anglii
Aby se vyhnul možnému dopadení a vydání do Rakouského císařství, rozhodl se Straka vycestovat do Anglie. Zde se později doslechl o odsouzení zadržených spiklenců k vysokým trestům vězení a několik, posléze zmírněných, rozsudků smrti. K popravě byl v nepřítomnosti odsouzen také on. Sem posléze přesídlilo několik dalších českých politických emigrantů, včetně Maxmiliána Mauxe a posléze i J. V. Friče či Karla Jonáše. Jeho bratr Gustav, původně odsouzený na 20 let vězení, byl potom v 50. letech spolu s dalšími propuštěn na amnestii.
Ve Spojeném království se po několika náročných letech naučil anglicky a posléze začal vyučovat latinu a němčinu na jedněch z prvních soukromých škol v zemi, mj. Lawns House. Roku 1856 se pak stal odborným asistentem německého jazyka na Londýnské univerzitě, roku 1858 zde pak získal doktorát z filosofie. O tři roky později pak obdržel anglické občanství. Posléze obdržel na univerzitě také profesuru. V Londýně se rovněž účastnil českého krajanského života: spoluzaložil zdejší českou čítárnu, přispíval do česky psaného krajanského tisku a vydal stručnou česko-anglickou mluvnici.

### Úmrtí
Adolf Vilém Straka zemřel 17. února 1872 v Londýně po krátké nemoci ve věku 46 let. Ještě před smrtí jej navštívil jeho mladší bratr Julius Rudolf, který po zprávě o jeho nemoci přijel.